# Veer Towers
Veer Towers är en dubbelskyskrapa som ligger i byggnadskomplexet Citycenter som ligger utmed The Strip i Paradise, Nevada i USA. Varje skyskrapa har 335 ägarlägenheter som är mellan 49,9 och 209,6 kvadratmeter (m2) stora.
Den 10 november 2004 meddelade MGM Mirage (idag MGM Resorts International) att man skulle uppföra ett byggnadskomplex på 31 hektar och skulle innefatta sex skyskrapor och ett varuhus i komplexet. Den fick namnet Citycenter och byggdes mellan 2006 och 2009 till en totalkostnad på $9,2 miljarder. För Veers del inleddes bygget 2006 och färdigställdes den 14 oktober 2009 samt invigdes den 14 juli 2010.